# Curly Lambeau
Earl Louis „Curly“ Lambeau (* 9. April 1898 in Green Bay, Wisconsin; † 1. Juni 1965 in Sturgeon Bay, Wisconsin) war ein US-amerikanischer American-Football-Spieler und -Trainer. Er spielte und trainierte in der National Football League (NFL). Lambeau ist Mitbegründer der Green Bay Packers.

## College
Lambeau, der belgischer Abstammung war, besuchte in seiner Geburtsstadt die Highschool und spielte dort American Football. Nach seinem Schulabschluss studierte er an der University of Notre Dame und spielte College Football für die Notre Dame Fighting Irish. Als Trainer der Mannschaft wurde im Jahr 1918 Knute Rockne verpflichtet, der Lambeau als Fullback einsetzte. Lambeau gelang dabei der erste Touchdown für ein von Rockne trainiertes Team. 1918 wurde er von seinem College für seine sportlichen Leistungen ausgezeichnet, musste allerdings dann aufgrund einer Erkrankung sein Studium unterbrechen.

## Gründung der Green Bay Packers
Lambeau kehrte nach Green Bay zurück und nahm für ein monatliches Gehalt von 250 US-Dollar (inflationsbereinigt heute etwa $3.917) eine Stelle als Expedient bei der Indian Packing Corporation an. 1919 sprach Lambeau seinen Arbeitgeber an und bat ihn um 500 US-Dollar um für ein Footballteam Ausrüstungsgegenstände erwerben zu können. Die Firma investierte das Geld und die Green Bay Packers wurden als halbprofessionelles Footballteam von Lambeau und einem Geschäftspartner gegründet.

## Spielertrainer
Lambeau wurde Spielertrainer der Mannschaft und nahm sein Studium nicht mehr auf. Er spielte auf verschiedenen Positionen, was in der damaligen Zeit so üblich war. Die Packers trugen ihr erstes Spiel am 3. September 1919 gegen eine Mannschaft aus Menominee aus und gewannen mit 53:0. Weitere neun Siege gegen regionale Mannschaften folgten. Ein Spiel gegen ein Team aus Beloit ging verloren, der Schiedsrichter hatte aufgrund angeblicher Regelverstöße drei Touchdowns von Lambeau nicht anerkannt.
Kurz nach Gründung der Packers geriet die Indian Packing Corporation in eine finanzielle Notlage und wurde von der Acme Packing Company übernommen. Mit dem Wegfall des Sponsors schien auch das Schicksal der Packers zunächst besiegelt. Lambeau gelang es jedoch die Acme Packing Company zu überreden das Team weiterhin zu unterstützen.

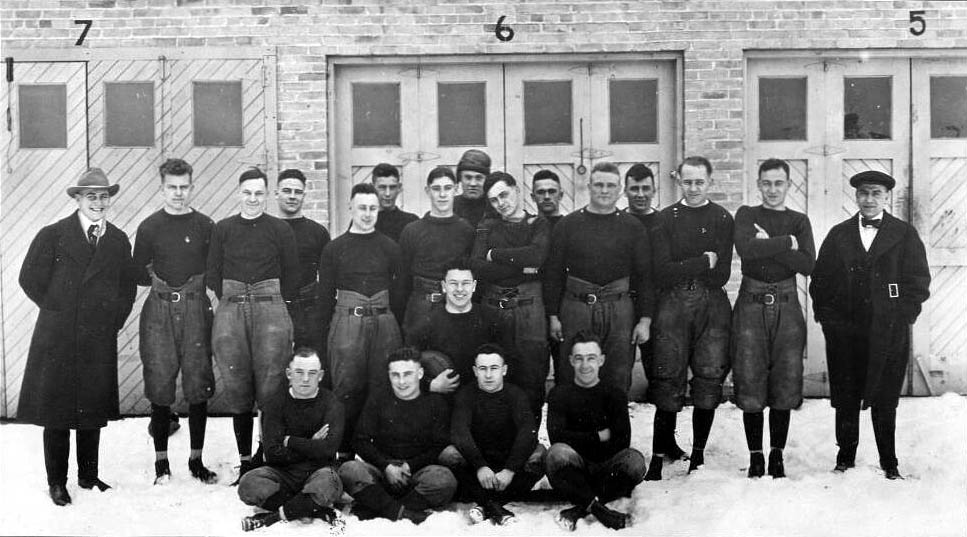
Green Bay Packers, 1919

1920 wurde die American Professional Football Association gegründet, eine Liga, die später in National Football League (NFL) umbenannt wurde. Aufgrund des Erfolges der Packers unterstützte eine Investorengruppe Lambeau beim Erwerb einer Franchise bei der neugegründeten Profiliga. Diese Franchise verfiel jedoch, da die Investoren letztendlich nicht zahlungsfähig waren. Lambeau gelang es trotzdem das Geld zum Erwerb der Franchise bei anderen Geldgebern aufzutreiben und für 300 US-Dollar (davon stammten 50 US-Dollar aus seiner eigenen Kasse) wurden die Packers 1921 in die Liga aufgenommen, konnten den Spielbetrieb aber erst 1922 aufnehmen.
Obwohl das Passspiel in den Anfangszeiten des Profifootballs noch wenig Anwendung fand, war Lambeau einer der ersten Spieler (Trainer), der versuchte das Werfen des Balls als Angriffsspielzug zu etablieren. Lambeau war bis 1929 als Spielertrainer der Packers tätig. Die Anfangsjahre der Packers verliefen dabei wenig erfolgreich. Ein Titelgewinn gelang zunächst nicht. Noch im Laufe der 1920er Jahre gelang es Lambeau zahlreiche spätere Auswahlspieler wie LaVern Dilweg, Mike Michalske, Clarke Hinkle oder John McNally zu verpflichten. Die Packers entwickelten sich zu einem Spitzenteam der NFL.
Ab 1927 zog sich Lambeau immer mehr auf die Trainerposition zurück und 1929 spielte er nur noch ein Spiel für die Packers. Ihm gelang in seinem letzten Jahr als Spielertrainer der erste Titelgewinn mit der Mannschaft aus Green Bay. Die Packers konnten 12 ihrer 13 Spiele gewinnen, ein Endspiel fand damals noch nicht statt. Lambeau beendete nach diesem Jahr seine Spielerlaufbahn und war fortan nur noch als Trainer für die Packers tätig. Ab 1930 setzte er auf seiner Spielerposition das spätere Mitglied in der Pro Football Hall of Fame Arnie Herber ein.

## Trainer
In den 1930er Jahren ergänzte Lambeau sein Team mit weiteren Starspielern, wie Charles Goldenberg, Russ Letlow oder Don Hutson. 1930 und 1931 konnten die Packers dann weitere Meistertitel gewinnen. 1936 folgte der vierte Titelgewinn. Im erstmals ausgetragenen NFL Championship Game wurden die Boston Redskins mit 21:6 geschlagen. 1939 mussten sich die New York Giants mit 27:0 im Endspiel geschlagen geben, und 1944 gewann Lambeau seinen sechsten und letzten Titel. Die Packers konnten sich erneut gegen die Giants mit 14:7 durchsetzen. 1938 und 1941 verloren die Packers jeweils das Endspiel.
Nachdem Lambeau die Packers 1949 verlassen hatte, trainierte er von 1950 bis 1954 für jeweils zwei Jahre erfolglos die Chicago Cardinals und die Washington Redskins. Nach diesen vier Jahren setzte sich Lambeau zur Ruhe. Als Trainer konnte Lambeau 229 Spiele gewinnen, er verlor mit seinen Mannschaften 134 mal, 22 der Spiele endeten unentschieden.

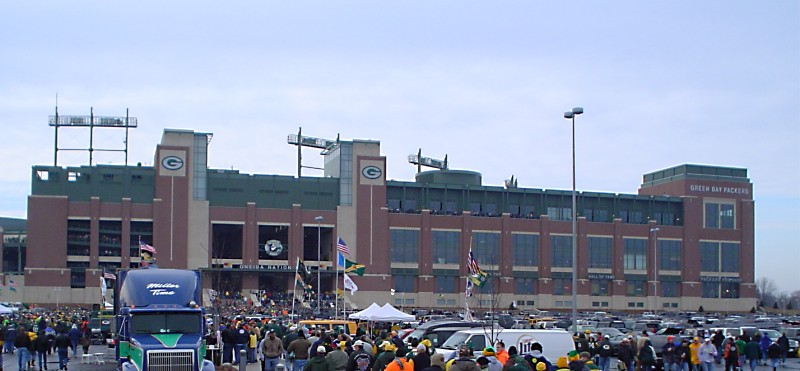
Lambeau Field

## Ehrungen
Lambeau wurde dreimal zum All-Pro gewählt. Er ist Mitglied im NFL 1920s All-Decade Team, in der Wisconsin Athletic Hall of Fame, in der Pro Football Hall of Fame und in der Green Bay Packers Hall of Fame. Drei Monate nach seinem Tod benannten die Packers ihr Stadion in Lambeau Field um.

## Abseits des Spielfelds
Lambeau war dreimal verheiratet. Er starb beim Rasenmähen am Haus eines Freundes an Herzversagen. Bis zu seinem Tod lebte er in Green Bay und ist dort auf dem Allouez Catholic Cemetery beerdigt.